# 能登町
能登町（のとちょう）は、石川県の能登半島（能登地方）北部に位置する鳳珠郡の町。

## 地理

### 自然地理
- 海：日本海
- 山：鉢伏山 (543 m)
- 河川：町野川、山田川、寺田川、梶川、松波川、九里川尻川

### 隣接する自治体
- 石川県
  - 輪島市
  - 珠洲市
  - 鳳珠郡：穴水町

## 歴史・年譜

### 古代
- 縄文時代前期から晩期にかけて集落が発達し、真脇遺跡として残っている。
- 718年（養老2年）5月2日：越前国の区域のうち、羽咋郡、能登郡、鳳至郡および珠洲郡の区域を分立して、能登国が発足する。
- 741年（天平13年）12月10日：越中国に編入する。
- 748年（天平20年）：大伴家持が能登巡行。
- 757年（天平宝字元年）：越中国の区域から分立して、能登国が発足する。
- 8世紀初めごろ：鳳至郡の最初の行政長官として、鳳至郡司に外正ハ位下能登臣智麻呂が任命される（中央官人が派遣）。

### 中世

#### 旧珠洲郡
平安時代に入ると荘園開発が進み12世紀半ばには能登最大級の荘園である摂関家九条家領の若山荘が成立し、事実上の支配権は日野家がその領主になる。荘園内にある法住寺や春日神社を庇護し支配権を確立。鎌倉時代に入ると地頭職も定められるが形骸化し、引き続き日野氏の支配が続く。
- 1470年（文明2年）：松波城着工。1474年（文明6年）に完成。能登畠山3代当主・畠山義統が建設。三男・義智が松波に入部して自ら松波畠山氏の祖となり以後100年近く同地を領した。
- 1577年（天正5年）：上杉謙信家臣長沢光国に攻略され、6代目当主松波義親は自害し松波城は落城。

#### 旧鳳至郡
能登畠山氏の重臣であった三宅一族の居城として、崎山城が置かれた。

### 江戸
織田・上杉家の能登畠山家を巡る騒乱を経て、織田家配下前田利家の所領となった。江戸期には、加賀藩独自の十村役に山本家・中谷家・源五家などがなり支配した。松波には鍛冶町、本組などの町々が形成され，収納蔵，塩蔵などが置かれた。
- 1627年（寛永4年）：能登奥郡（珠洲郡・鳳至郡）の年貢・塩の算用を担う奥両郡算用場が珠洲飯田に置かれる。
- 1729年（享保14年）：能登半島で大地震。
- 1756年（宝暦6年）6月：大雨・洪水で死者76名。
- 1756年（宝暦6年）7月：宝暦の百姓一揆。地域の23か村の1,000人ほどが宇出津の十村役源五宅を襲撃。

### 明治以降
- 1959年（昭和34年）：国鉄能登線 穴水駅 - 鵜川駅間 (22.9 km) 開業。
- 1959年（昭和34年）8月25日 ：能登半島一帯で集中豪雨。輪島市、穴水町、能都町および門前町などで土砂災害により死者・行方不明者37人[1]。
- 1960年（昭和35年）：国鉄能登線 鵜川駅 - 宇出津駅間 (9.9 km) 延伸開業。
- 1963年（昭和38年）：国鉄能登線 宇出津駅 - 松波駅間 (13.8 km) 延伸開業。
- 1964年（昭和39年）：国鉄能登線 松波駅 - 蛸島駅間 (14.5 km) 延伸開業により全線開通。
- 1968年（昭和43年）：能登半島国定公園の指定。
- 1977年（昭和52年）：200海里規制により能登の遠洋漁業に大打撃。
- 1977年（昭和52年）9月19日：北朝鮮による日本人拉致事件（宇出津事件）発生。
- 1979年（昭和54年）：能登のアマメハギが重要無形民俗文化財に指定。
- 1986年（昭和61年）：能登町柳田植物公園開園。
- 1988年（昭和63年）3月：国鉄より第3セクターに移管されたのと鉄道能登線 蛸島駅 - 穴水駅間が開業。
- 2005年（平成17年）3月1日：鳳至郡能都町、柳田村および珠洲郡内浦町を廃し、その区域をもって能登町を設置。鳳至郡および珠洲郡を廃し、門前町、穴水町および能登町の区域をもって新たに鳳珠郡の区域を画す。これにより石川県から村が消滅。
- 2005年（平成17年）3月31日：のと鉄道能登線廃線。
- 2007年（平成19年）3月25日：平成19年能登半島地震が発生。
- 2009年（平成21年）：奥能登のあえのことがユネスコの世界無形遺産に登録。
- 2011年（平成23年）：国連食糧農業機関の世界農業遺産に「能登の里山里海」が認定。
- 2014年（平成26年）4月26日：能登線宇出津駅跡に観光・地域交流センター「コンセールのと」開所[2]
- 2020年（令和2年）1月6日：コンセールのと隣接地（旧宇出津駅構内）に能登町役場を移転[3]
- 2023年（令和5年）12月22日：12月としては記録的な豪雪。倒木などで20世帯が一時孤立状態となった[4]。
- 2024年（令和6年）1月1日：令和6年能登半島地震が発生。

## 人口
| |                                        |  |
| 能登町と全国の年齢別人口分布（2005年） | 能登町の年齢・男女別人口分布（2005年） |  |
| ■紫色 ― 能登町 ■緑色 ― 日本全国 | ■青色 ― 男性 ■赤色 ― 女性              |  |
| 能登町（に相当する地域）の人口の推移 \| 1970年（昭和45年） \| 33,138人 \| \| \| 1975年（昭和50年） \| 31,975人 \| \| \| 1980年（昭和55年） \| 31,277人 \| \| \| 1985年（昭和60年） \| 30,328人 \| \| \| 1990年（平成2年） \| 28,065人 \| \| \| 1995年（平成7年） \| 25,590人 \| \| \| 2000年（平成12年） \| 23,673人 \| \| \| 2005年（平成17年） \| 21,792人 \| \| \| 2010年（平成22年） \| 19,565人 \| \| \| 2015年（平成27年） \| 17,568人 \| \| \| 2020年（令和2年） \| 15,687人 \| \| |                                        |  |
| 総務省統計局 国勢調査より |                                        |  |
| 1970年（昭和45年） | 33,138人                               |  |
| 1975年（昭和50年） | 31,975人                               |  |
| 1980年（昭和55年） | 31,277人                               |  |
| 1985年（昭和60年） | 30,328人                               |  |
| 1990年（平成2年） | 28,065人                               |  |
| 1995年（平成7年） | 25,590人                               |  |
| 2000年（平成12年） | 23,673人                               |  |
| 2005年（平成17年） | 21,792人                               |  |
| 2010年（平成22年） | 19,565人                               |  |
| 2015年（平成27年） | 17,568人                               |  |
| 2020年（令和2年） | 15,687人                               |  |

町全体が過疎地域に指定されている。隣接する珠洲市より人口が多いものの、65歳以上が人口比の50%以上を占める限界自治体の一つ。2024年、民間の有識者らで作る人口戦略会議は、各市町村における2020年から30年間の女性人口減少率を予想。能登町については、20歳から39歳の女性が73.1%減少する（石川県下で最大値）とし、将来的に消滅する可能性が高い消滅可能性自治体であると発表した。

## 行政

### 町長
| 代 | 人 | 氏名     | 就任                      | 退任                     | 備考                       |
| -- | -- | -------- | ------------------------- | ------------------------ | -------------------------- |
|    |    | 田形功   | 2005年（平成17年）3月1日  | 2005年（平成17年）4月9日 | 町長職務執行者、旧内浦町長 |
| 1  | 1  | 持木一茂 | 2005年（平成17年）4月10日 | 2009年（平成21年）4月9日 | 旧能都町長                 |
| 2  | 1  | 持木一茂 | 2009年（平成21年）4月10日 | 2013年（平成25年）4月9日 |                            |
| 3  | 1  | 持木一茂 | 2013年（平成25年）4月10日 | 2017年（平成29年）4月9日 |                            |
| 4  | 1  | 持木一茂 | 2017年（平成29年）4月10日 | 2021年（令和3年）4月9日  |                            |
| 5  | 2  | 大森凡世 | 2021年（令和3年）4月10日  | 2025年（令和7年）4月9日  |                            |
| 6  | 3  | 吉田義法 | 2025年（令和7年）4月10日  | 現職                     |                            |

- 町長 - 吉田 義法（よしだ よしのり）

### 庁舎

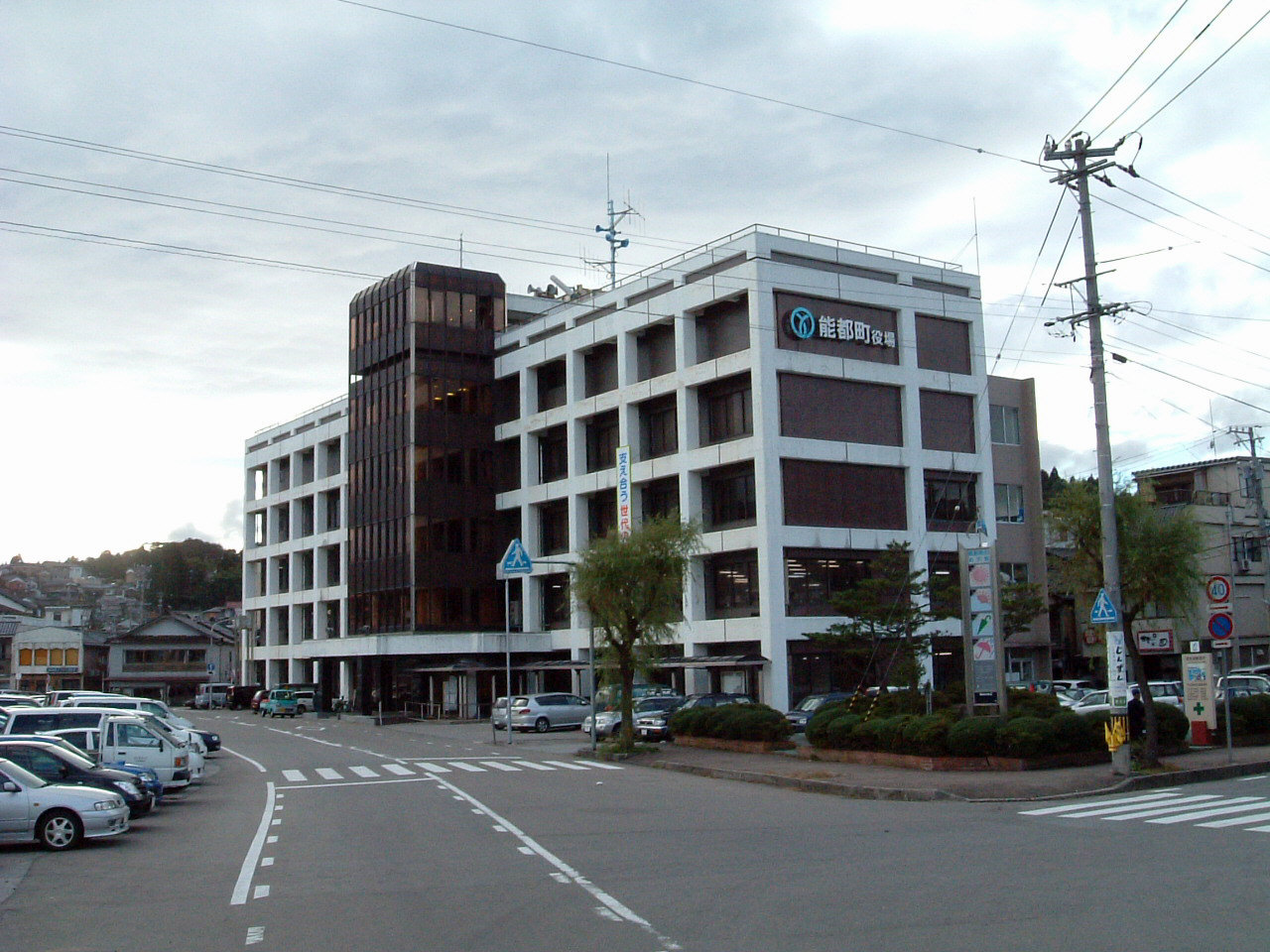
旧能登町役場

能登町では合併当初から分庁方式を採用していたが、2020年1月6日に庁舎を統合し能登町役場を新築。同時に柳田・内浦に総合支所を新設した。
能登町役場（本庁）
- 石川県鳳珠郡能登町字宇出津ト字50番地1

総合支所
- 柳田総合支所：石川県鳳珠郡能登町字柳田仁部50番地
- 内浦総合支所：石川県鳳珠郡能登町字松波13字75番地1

支所
- 小木支所：石川県鳳珠郡能登町字小木15字30番地1
- 鵜川支所：石川県鳳珠郡能登町字鵜川18字128番地

## 議会

### 町議会
- 定数：14人
- 任期：2022年11月1日 - 2026年10月31日

### 石川県議会
2023年石川県議会議員選挙
- 選挙区：珠洲市鳳珠郡選挙区（珠洲市、穴水町、能登町）
- 定数：2人
- 任期：2023年4月30日 - 2027年4月29日
- 当日有権者数：32,192人
- 投票率：68.81％

| 候補者名 | 当落 | 年齢 | 党派名     | 新旧別 | 得票数  |
| -------- | ---- | ---- | ---------- | ------ | ------- |
| 堂前利昭 | 当   | 53   | 自由民主党 | 新     | 7,854票 |
| 平蔵豊志 | 当   | 46   | 自由民主党 | 現     | 7,700票 |
| 酒元美江 | 落   | 46   | 無所属     | 新     | 6,309票 |

### 衆議院
- 選挙区：石川3区 （七尾市、輪島市、珠洲市、羽咋市、かほく市、津幡町、内灘町、志賀町、宝達志水町、中能登町、穴水町、能登町）
- 任期：2024年10月27日 - 2028年10月26日
- 投票日：2024年10月27日
- 当日有権者数：230,800人
- 投票率：62.50％

| 当落 | 候補者名 | 年齢 | 所属党派   | 新旧別 | 得票数   | 重複 |
| ---- | -------- | ---- | ---------- | ------ | -------- | ---- |
| 当   | 近藤和也 | 50   | 立憲民主党 | 前     | 77,247票 | ○    |
| 比当 | 西田昭二 | 55   | 自由民主党 | 前     | 61,308票 | ○    |
|      | 南章治   | 69   | 日本共産党 | 新     | 3,438票  |      |

## 経済

### 産業
2000年の国勢調査による産業別人口は下記のようになっている。
| サービス業 | 2,937 | 25% |
| 製造業     | 1,999 | 17% |
| 商業       | 1,729 | 15% |
| 建設業     | 1,711 | 14% |
| 農業       | 1,249 | 11% |
| 漁業       | 761   | 6%  |
| 運輸通信業 | 538   | 5%  |

### 商業地区
- 宇出津商店街

旧能都町の中心街。コンセールのと付近から町役場、宇出津郵便局にかけての範囲に3軒のスーパーマーケットなどの小売店、飲食店や各種商店などが広がっており、近くには町立総合病院などの医療機関もある。
- 宇出津新港

昭和後期に整備された、比較的新しい地区。国道249号の藤波交差点の近くに大きなショッピングセンターとホームセンターを中心に、いくつかのレストラン、衣料品店、コインランドリーなどが集まっている。
- 柳田

旧柳田村の中心街。町役場柳田庁舎付近、石川県道26号珠洲穴水線沿いと南側に並行する町道沿い、柳田温泉付近までの地域に小規模なスーパーマーケットや商店などが集まっている。
- 天坂

元来は旧柳田村の一集落だったが、珠洲道路の整備とともに発展し、珠洲道路の上町（かんまち）交差点の西、珠洲道路ならびに旧珠洲広域農道に接続する石川県道288号鈴ヶ嶺矢波線の分岐点の付近に、コンビニエンスストア、飲食店、ガソリンスタンド、パチンコ店などが集まっている。
- 松波

旧内浦町の中心街。旧のと鉄道松波駅跡の付近にはスーパーマーケットやホームセンター、飲食店などが集まる地区がある。

### 主な事業所
- 興能信用金庫

興能信用金庫本店

  - 能登町役場内に出張所、内浦総合支所・柳田総合支所内にそれぞれ松波支店・柳田支店を置いている。

### 名産品
- 生鮮品
  - ブルーベリー
  - 宇出津港のと寒ぶり - 前身自治体の一つである能都町時代の2003年から、能都町漁業協同組合が富山湾の対岸にある氷見漁港（富山県氷見市）で水揚げされる「氷見ブリ」に対抗し、宇出津港で水揚げされた1本10キログラム以上の高品質なブリに「のと寒ぶり」のタグを付けて出荷することで、氷見ブリに匹敵する全国区のブランド魚として日本全国に浸透させようとしている[7]。この時点で市町村合併を控えていたため、平仮名の「のと」の名前を使用した[7]。
  - イカ
  - ズワイガニ
  - いしり
  - 変わりコンニャク
  - 海洋深層水
- 菓子
  - いも菓子
  - 笹の雪
  - 松波飴
- 酒
  - 数馬酒造「竹葉」
  - 松波酒造「大江山」
  - 鶴野酒造「谷泉」

## 姉妹都市

### 国内
- 千葉県流山市
- 宮崎県小林市（2010年に西諸県郡野尻町から編入合併）
- 長野県信濃町

## 地域

珠洲警察署能登庁舎

### 公共機関

#### 警察
珠洲警察署能登庁舎（旧能登警察署）
- 駐在所
  - 松波駐在所
  - 縄文真脇駐在所
  - 鶴町駐在所
  - 柳田駐在所
  - 鵜川駐在所
  - 瑞穂駐在所
  - 当目駐在所
  - 不動寺駐在所
  - 小木駐在所

#### 消防
- 奥能登広域圏事務組合能登消防署
  - 宇出津分署
  - 内浦分署

#### 医療

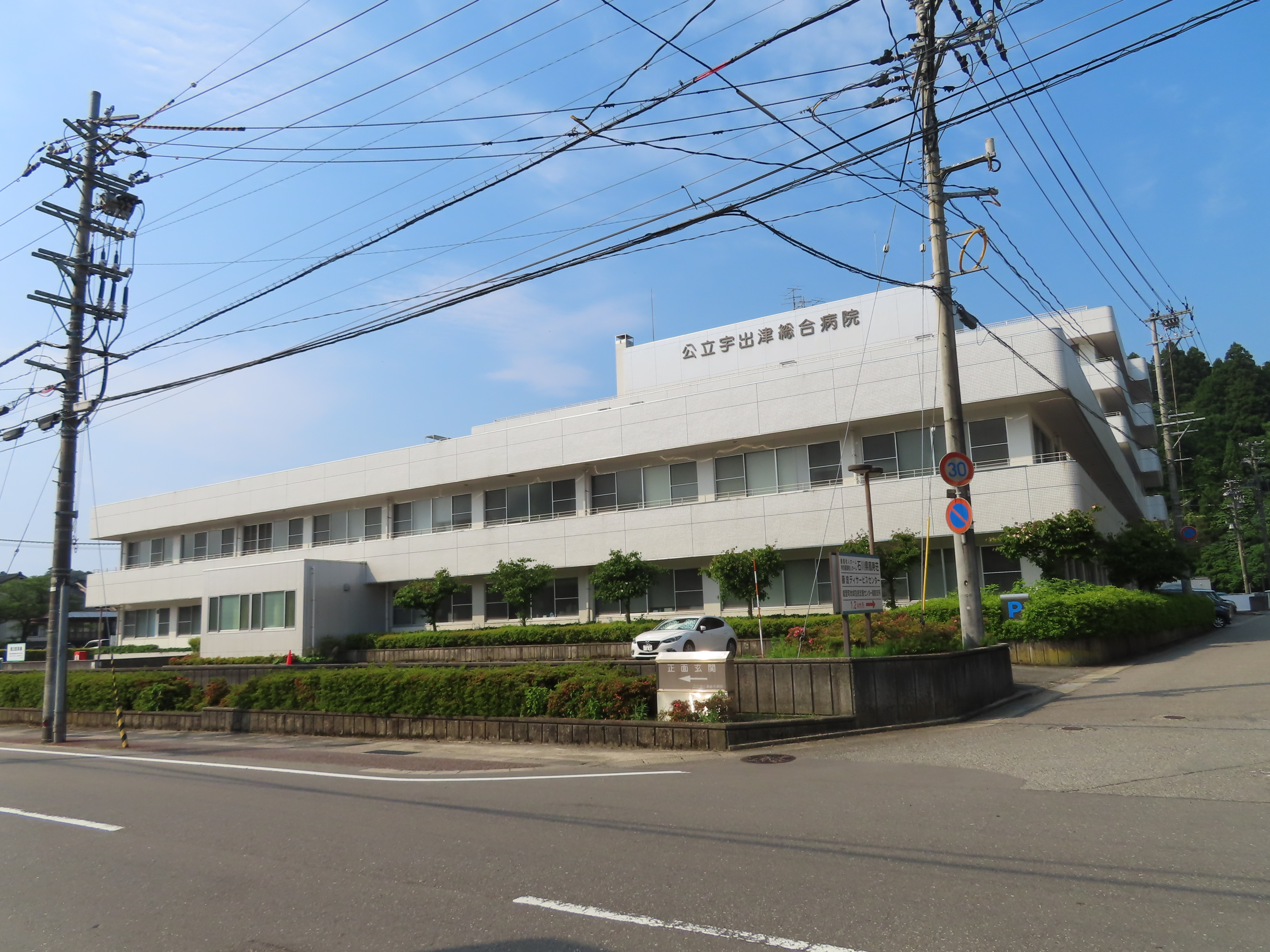
公立宇出津総合病院

- 公立宇出津総合病院

#### 国の行政機関
厚生労働省
- 石川労働局
  - 輪島公共職業安定所能登出張所（宇出津新港）

海上保安庁
- 第九管区海上保安本部
  - 能登海上保安署（小木）

### 学校教育

#### 高等学校
- 石川県立（1校）
  - 石川県立能登高等学校：2009年開校

廃校
- 石川県立能登青翔高等学校：2009年度より新規生徒募集停止
- 石川県立能都北辰高等学校：2009年度より新規生徒募集停止
  - 石川県立能都北辰高等学校小木分校：2009年閉校
  - 石川県立柳田農業高等学校：2002年3月閉校

#### 中学校
- 能登町立（3校）
  - 能登町立柳田中学校
  - 能登町立能都中学校
  - 能登町立松波中学校

廃校
- 能登町立鵜川中学校：2014年3月閉校
- 能登町立瑞穂中学校：2003年3月閉校
- 能登町立小木中学校：2025年3月閉校

#### 小学校
- 能登町立（5校）
  - 能登町立柳田小学校
  - 能登町立宇出津小学校
  - 能登町立鵜川小学校
  - 能登町立小木小学校
  - 能登町立松波小学校

廃校
- 能登町立神野小学校：2003年3月閉校
- 能登町立三波小学校：2003年3月閉校
- 能登町立瑞穂小学校：2003年3月閉校
- 能登町立白丸小学校：2002年3月閉校
- 能登町立宮地小学校：2003年3月閉校
- 能登町立真脇小学校：2012年3月閉校

### 社会教育

#### 多目的交流施設

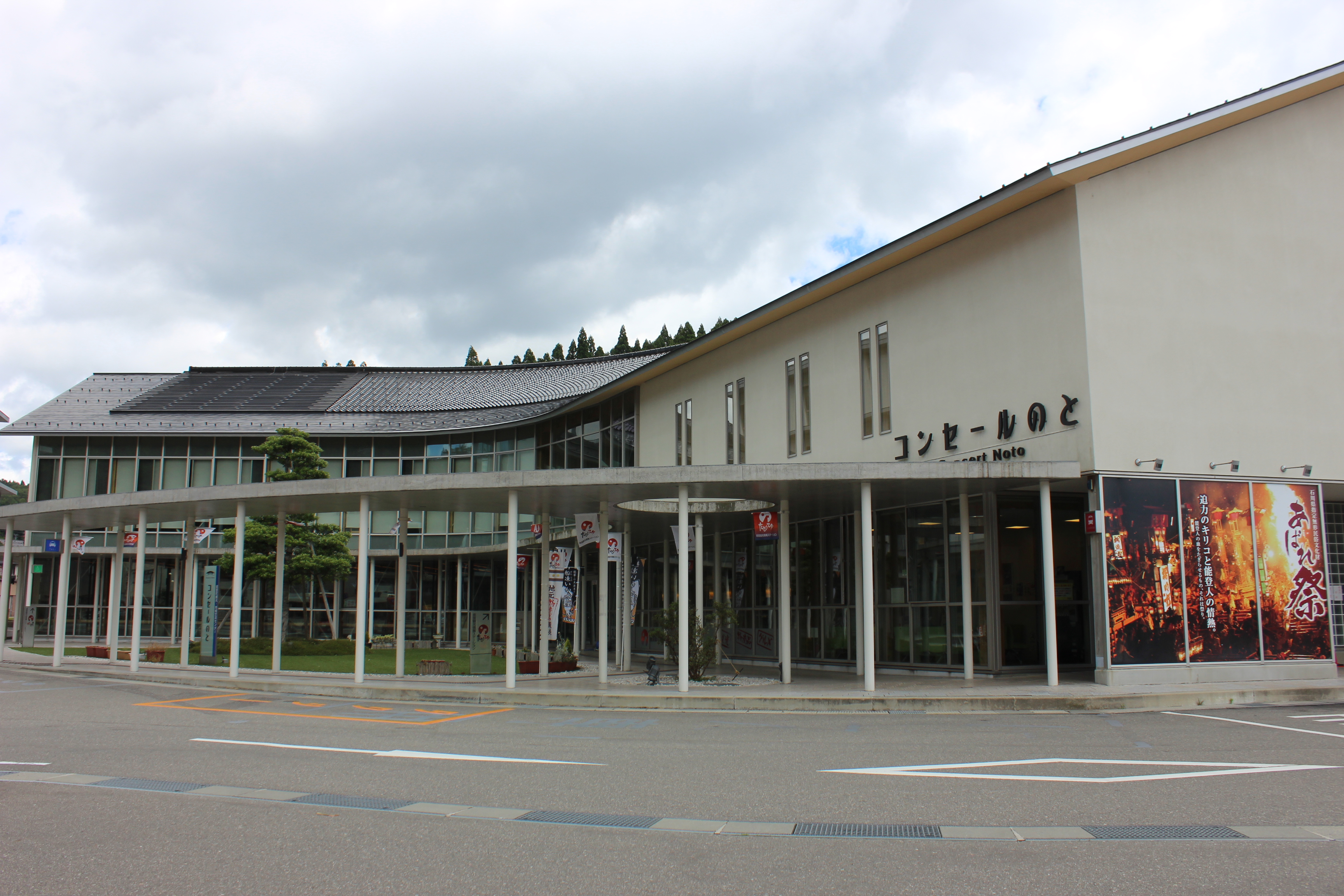
コンセールのと

- コンセールのと

#### 図書館
- 能登中央図書館（コンセールのと内）
- 柳田教養文化館

#### 博物館・美術館等
- のと海洋ふれあいセンター
- 星の観察館満天星
- 真脇遺跡縄文館
- 羽根万象美術館

#### 体育施設
- 内浦総合運動公園
- 藤波台運動公園
  - WAVEのと（屋内テニス場）
- 内浦体育館
- 能都体育館
- 柳田体育館

## 交通

### 空港

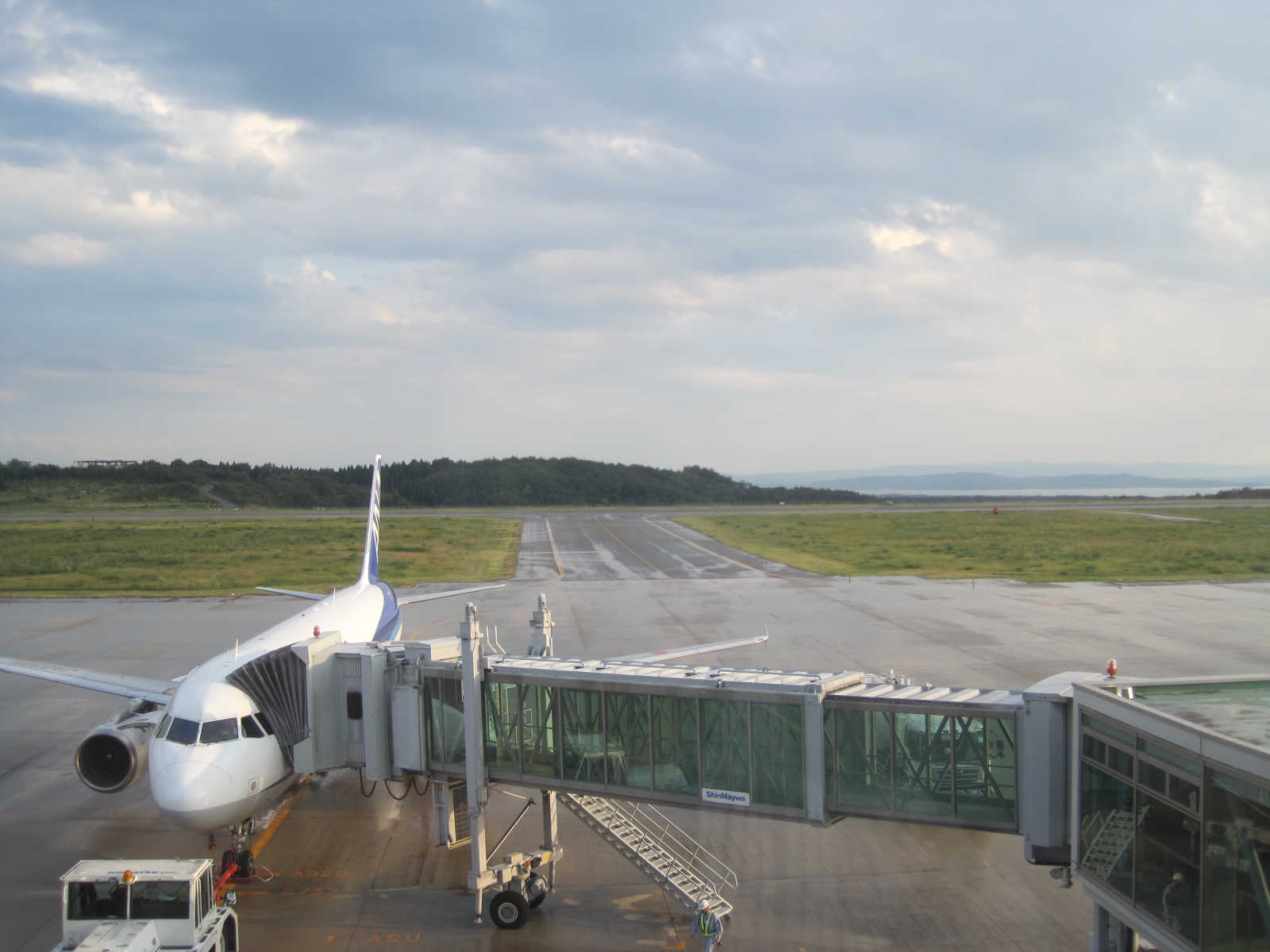
能登空港

- 能登空港

2003年開港。輪島市・穴水町・能登町にまたがっている。羽田空港と毎日2往復の便が就航しており、首都圏からのアクセスが容易となった。

### 鉄道路線
町内には鉄道路線は通っていない。鉄道を利用する場合の最寄り駅は、のと鉄道七尾線穴水駅。

#### 廃止路線
2005年3月31日までのと鉄道能登線が運行されていた。町内に設置されていた駅は以下のとおり。
鵜川駅 - 七見駅 - 矢波駅 - 波並駅 - 藤波駅 - 宇出津駅 - 羽根駅 - 小浦駅 - 縄文真脇駅 - 九十九湾小木駅 - 白丸駅 - 九里川尻駅 - 松波駅 - 恋路駅

### 道路
- 一般国道
  - 国道249号
- 県道
  - 主要地方道
    - 石川県道6号宇出津町野線

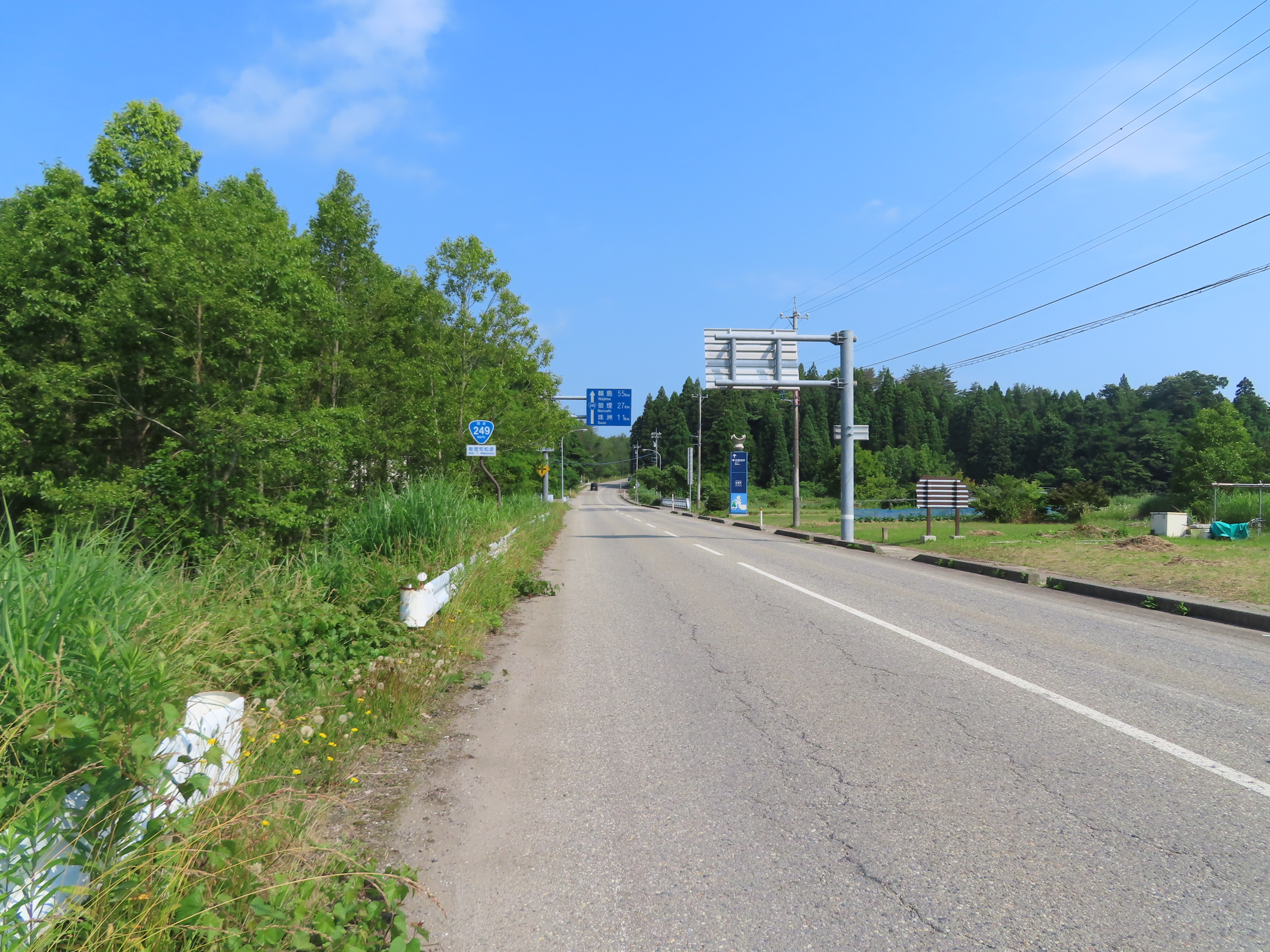
国道249号（能登町松波）

    - 石川県道26号珠洲穴水線（珠洲道路の一部を成す）
    - 石川県道34号能都穴水線
    - 石川県道35号能都内浦線
    - 石川県道37号輪島山田線
    - 石川県道57号内浦柳田線（珠洲道路の一部を成す）

  - 一般県道
    - 石川県道137号宇出津港線
    - 石川県道273号鮭尾比良線
    - 石川県道275号与呂見藤波線
    - 石川県道276号五十里深見線
    - 石川県道277号柳田里線
    - 石川県道283号小木小木港線
    - 石川県道284号小木時長線
    - 石川県道288号鈴ヶ嶺矢波線
    - 石川県道303号柏木穴水線（珠洲道路の一部を成す）
- その他
  - （旧）珠洲広域農道（現在、珠洲市道726号線）

### 路線バス
※宇出津＝旧能都町、内浦＝旧内浦町、柳田＝旧柳田村
- 北鉄奥能登バス - 北陸鉄道グループ。
  - 旧のと鉄道代替バス
    - 穴水町 - 宇出津 ※複数経路あり
    - 宇出津 - 内浦 - 珠洲市 ※複数経路あり

  - 町野線：宇出津 - 柳田 - 輪島市
  - 特急バス
    - 珠洲特急：金沢市 - 穴水町 - 柳田 - 珠洲市
    - 珠洲宇出津特急：金沢市 - 穴水町 - 柳田 - 宇出津 - 内浦 - 珠洲市
- 恋路観光バス
  - うちうら線：内浦地区内（内浦駒渡で珠洲特急バスに接続）
- 町営柳田スクールバス - 柳田地区で運行される一般利用可能なスクールバス（5路線）

### 港湾

#### 地方港湾
- 小木港
- 宇出津港

#### 漁港
- 第1種
  - 比那漁港
  - 白丸漁港
  - 小浦漁港
  - 羽根漁港
  - 藤波漁港
  - 波並漁港
  - 矢波漁港
  - 七見漁港
  - 鵜川漁港
- 第2種
  - 松波漁港
  - 高倉漁港

## 名所・旧跡・観光スポット・祭事・催事

### 祭り・イベント
- 奥能登のあえのこと（世界無形遺産、重要無形民俗文化財）
- 能登のアマメハギ（重要無形民俗文化財）
- 伴旗祭リ（小木）
- キリコ祭り
  - ござれ祭り（柳田）
  - 恋路火祭リ（恋路）
  - 白丸曳山祭り（白丸）
  - 人形キリコ祭り（松波）
  - あばれ祭（宇出津）
  - にわか祭リ（鵜川）
  - 姫どいやさ祭り（姫）
  - 波並祭り（波並）

### 名所・旧跡

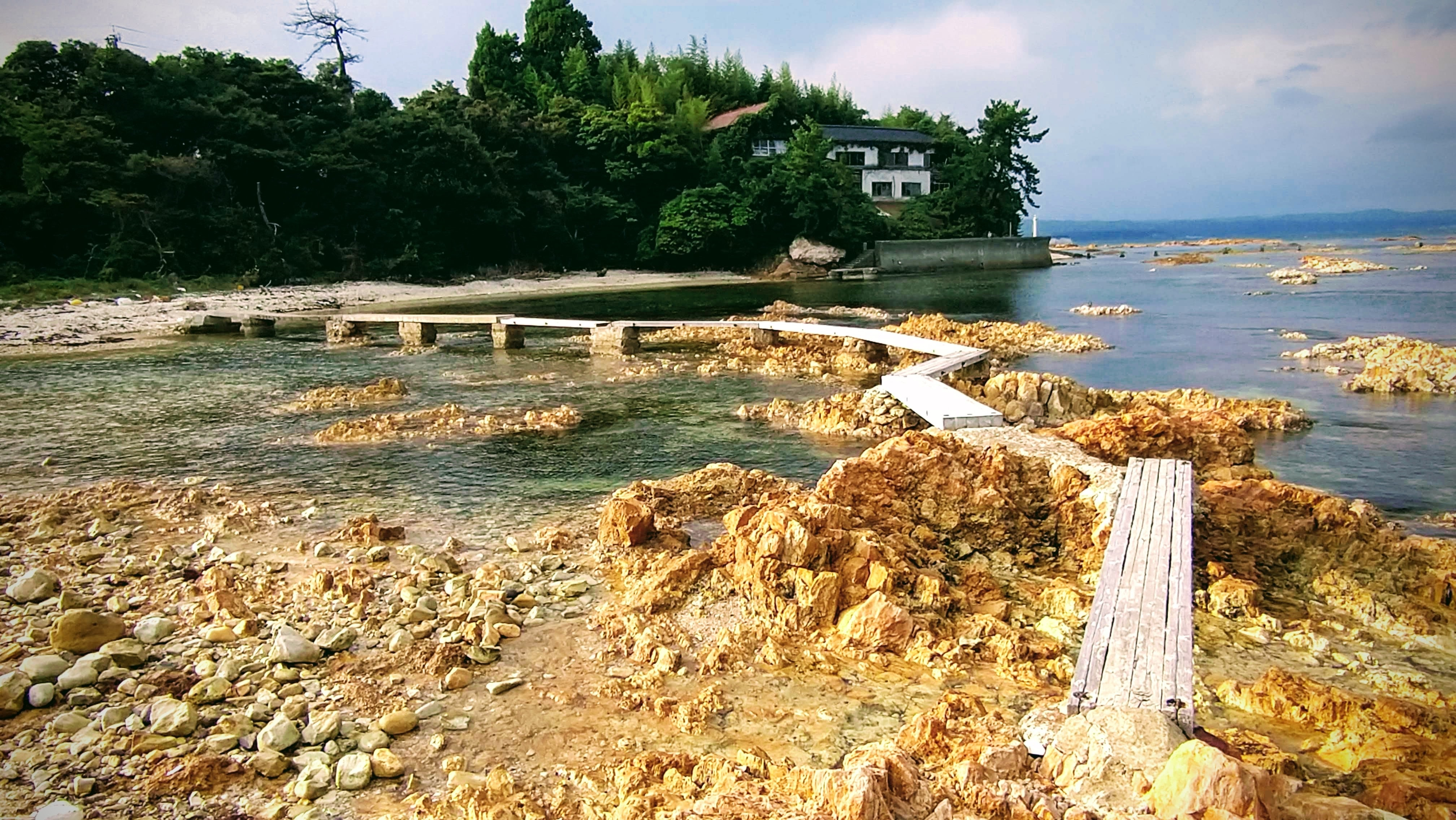
能登の松島

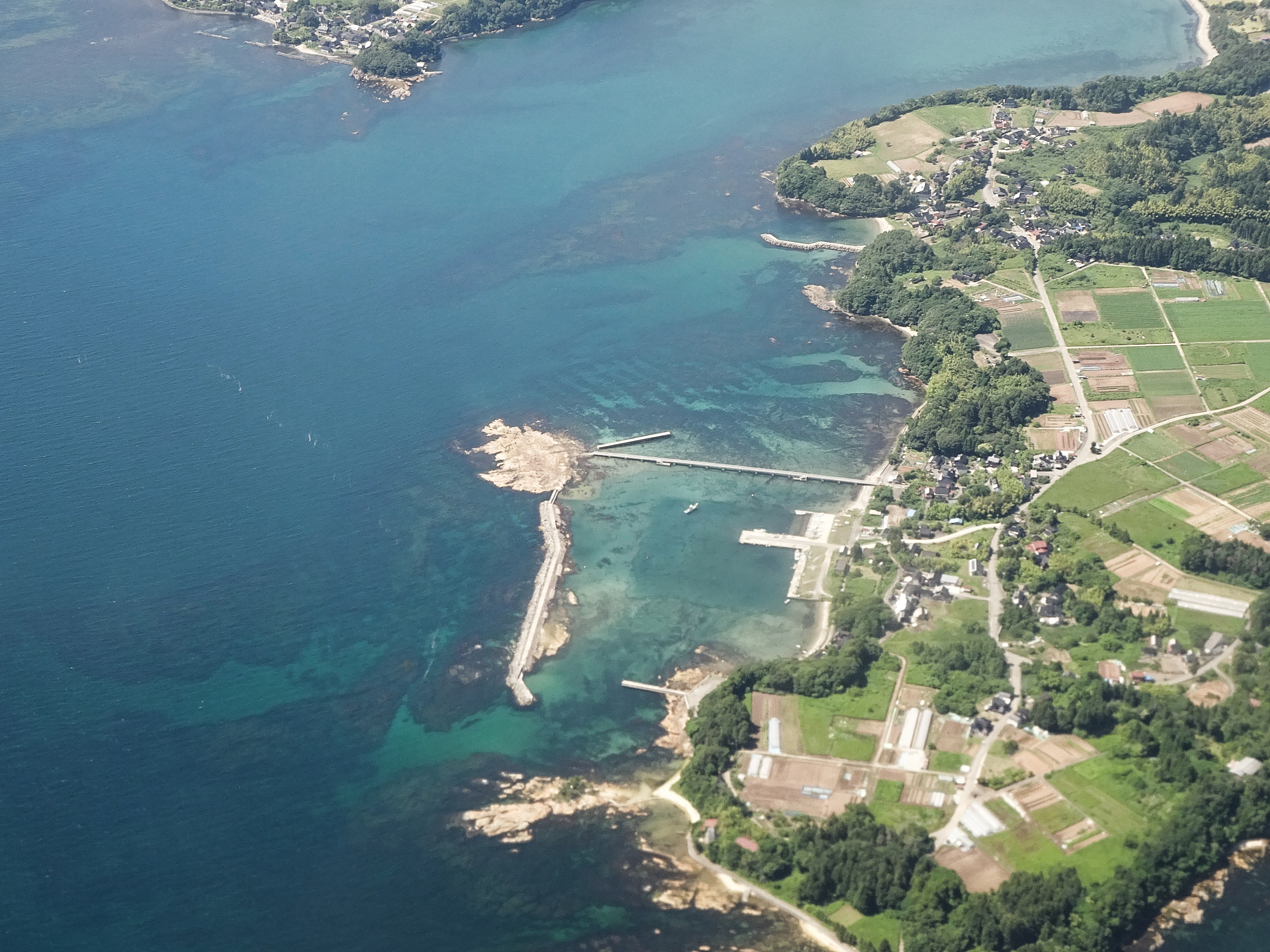
フィッシングブリッジ赤崎と平島を空撮

- 松波城址公園（庭園が名勝と県指定史跡、能登町指定史跡）
- 崎山城跡
- 能登町柳田植物公園（旧・柳田植物公園）

自然の中にある自然を観察できる植物園。星の観察館「満天星」にはプラネタリウムがあり、また夏は星の形のバンガロー「アストロコテージ」に人気が集まる。バーベキューのできる施設、和風の無料休憩所などもある。
- 海洋漁業科学館（うみとさかなの科学館）
- 恋路海岸
- 九十九湾

百にもとどくという意味で名付けられた、大小多数の入り江が続くリアス式海岸。観光交流施設「イカの駅つくモール」やスルメイカのモニュメント「イカキング」がある。
- 赤崎いちご園
- 遠島山公園
- 真脇遺跡

約6,000年前の縄文時代の遺跡が出土した場所。近くに縄文真脇温泉もある。
- 藤ノ瀬甌穴群

川底に穴が多数あいているもの。
- 世界一の縄文土器（宇出津新港）
- 能登の元木 桜
- 中谷家住宅（重要文化財）

### 神社

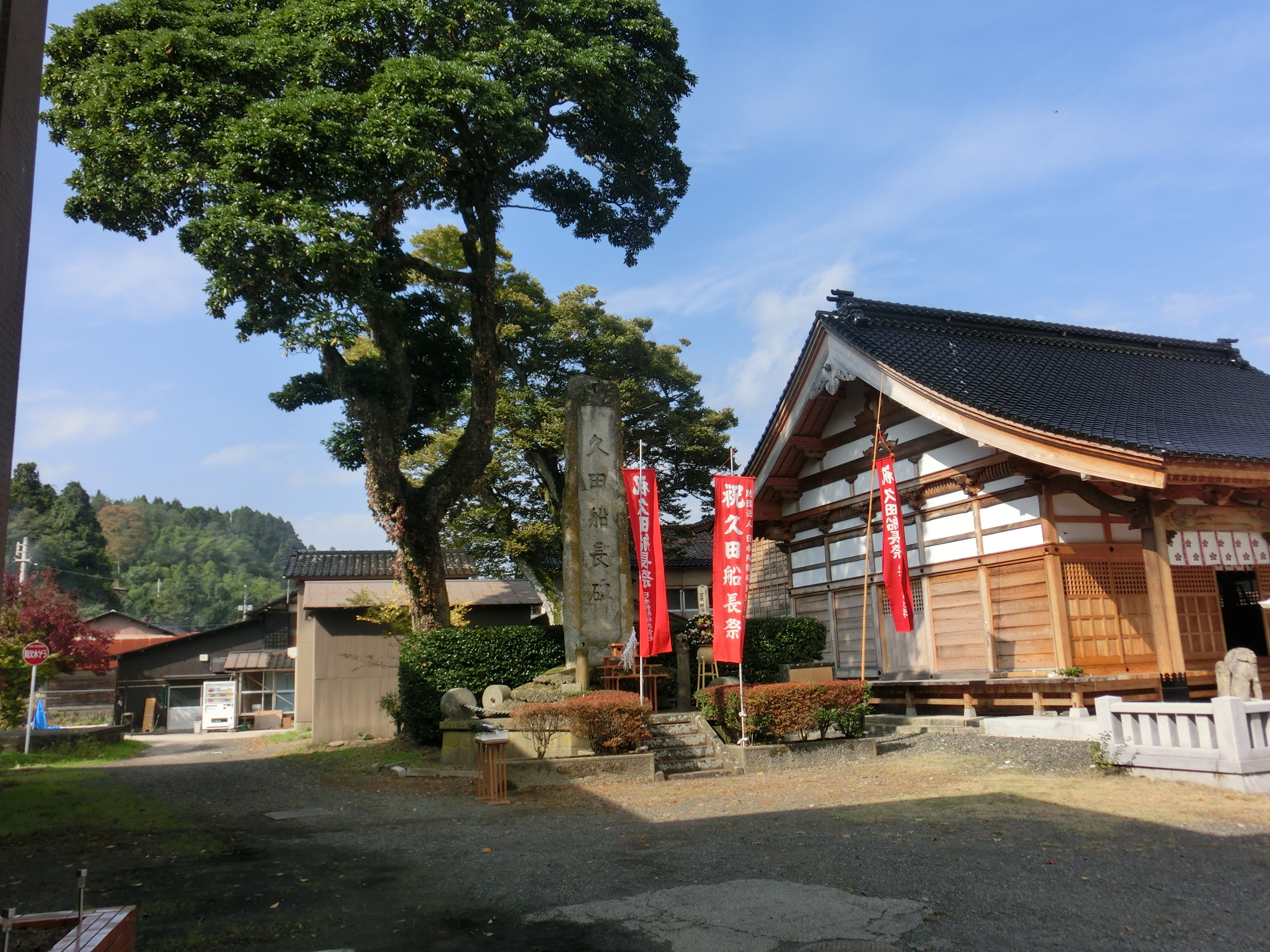
菅原神社の久田船長碑（鵜川）

- 宇出津：八坂神社、酒垂神社、白山神社、大根神社
- 藤波：神目神社（八王子神社・大宮神社合祀）
- 鵜川：海瀬神社、菅原神社、桜木神社
- 姫：諏訪神社
- 松波：松波神社
- 小木：御船神社
- 白丸：菅原神社
- 鶴町：鶴町神社
- 柳田：柳田白山神社
- 黒川：黒川白山神社
- 上町：菅原神社
- 天坂：天坂神社
- 十郎原：日桂神社

### 保養・休憩

#### 温泉
- 縄文真脇温泉
- 能登黒川温泉
- 柳田温泉
- 能登七見健康福祉の郷 なごみ

#### 民宿
- 春蘭の里

## 出身有名人
- 益谷秀次（政治家・第46代衆議院議長、宇出津出身）
- 桜井兵五郎（実業家・政治家、柳田出身）
- 木棚照一（法学者）
- 西谷啓治（哲学者・宗教学者、宇出津出身）
- 阿武松緑之助（6代目横綱、鵜川出身）
- 松緑哲也（大相撲力士）
- 能登櫻和也（大相撲力士）
- 丹蔵隆浩（大相撲力士）
- 農口尚彦（杜氏）
- 波瀬正吉（杜氏）
- 梅佳代（写真家・柳田出身）
- 平体好孝（テレビ金沢元アナウンサー、能都出身）
- 津雲むつみ（漫画家、越坂出身）